# Leeds Tykes
Leeds Tykes (tidigare Leeds RUFC, Leeds Carnegie och Yorkshire Carnegie) är ett engelskt rugby union-lag som spelar i National League 1, Englands tredje högsta liga. Klubben bildades 1991 genom en sammanslagning av två klubbar, Headingley och Roundhay som i sin tur bildades 1877 respektive 1924. Klubben spelade i den högsta serien ett antal säsonger mellan 2001 och 2011. Leeds Tykes ägdes mellan 1997 och 2020 av samma företag som Leeds Rhinos (rugby league).